# (1614) Goldschmidt
(1614) Goldschmidt – planetoida z pasa głównego asteroid okrążająca Słońce w ciągu 5 lat i 68 dni w średniej odległości 3 au. Została odkryta 18 kwietnia 1952 roku w Observatoire Royal de Belgique, w Uccle przez Alfreda Schmitta. Nazwa planetoidy została nadana na cześć Hermanna Goldschmidta (1802–1866), niemieckiego astronoma i malarza, odkrywcy 14 planetoid. Przed nadaniem nazwy planetoida nosiła oznaczenie tymczasowe (1614) 1952 HA.